# اپیک ال‌تی داینستی
اپیک ال‌تی داینستی (به انگلیسی: Epic_LT_Dynasty) یک هواگرد ملخ‌پیشین تک‌موتوره سبک ساخت شرکت Epic Aircraft است. هواگرد اپیک ال‌تی داینستی نخستین پروازش را در ۲۰۰۴ میلادی انجام داد. در مجموع، تعداد ۴۶ فروند از این هواگرد ساخته شده‌است.